# Фипс, Уильям
Сэр Уильям Фипс (англ. William Phips или Фиппс (англ. Phipps); 2 февраля 1651, Вулидж, Мэн — 18 февраля 1695, Лондон) — новоанглийский судостроитель, мореплаватель, искатель сокровищ, флотоводец и политический деятель, первый губернатор провинции Массачусетс-Бэй.
Происходил из бедной семьи, в результате чего не получил хорошего образования. Занимался судостроением в Бостоне. Через некоторое время решил отправиться на поиски сокровищ в Вест-Индию. О Фипсе узнали в Лондоне, когда мореплаватель нашёл большой клад с затонувшего испанского галеона. После этого события Уильям обрёл богатство и рыцарский титул, а также покровительство короля, Карла II, который помогал ему в дальнейших экспедициях. В 1690 году командовал колониальными войсками во время войны короля Вильгельма: в мае Фипс взял Порт-Ройал, однако затем предпринял крайне неудачную попытку захвата столицы Новой Франции Квебека, в которой массачусетская армия была разбита французами.
Несмотря на военный провал и грубые манеры, связи Фипса в Лондоне и с влиятельной семьёй Мэзер принесли Уильяму пост губернатора провинции Массачусетс-Бэй. Именно при Фипсе прошёл печально известный судебный процесс над салемскими ведьмами, в ходе которого по обвинению в колдовстве были казнены 19 человек, а около двух сотен сидели в тюрьме. Жертв могло быть ещё больше, если бы губернатор не вмешался и не отправил действовавший суд, который, впрочем, он сам же и назначил годом ранее, в отставку. После этого Фипс организовал Верховный суд Массачусетса, который действует и по сей день. В мае 1693 года генерал-губернатор помиловал всех остальных подозреваемых по этому делу. Фипс не был политически искушённом человеком, что постоянно приводило к многочисленным спорам среди колониальных чиновников (иногда с применением физической силы со стороны губернатора по отношению к другим должностным лицам). В итоге Уильяма вызвали в Лондон для ответа на некоторые вопросы, относящиеся к управлению колонией. Однако Фипс умер в Лондоне, до того, как ему были предъявлены обвинения.